# ラ・ヴァイ・ドゥイショー
ラ・ヴァイ・ドゥイショー（カタルーニャ語: La Vall d'Uixó: バレンシア語発音: [la ˈvaʎ dujˈʃo]）またはバル・デ・ウホー（スペイン語: Vall de Uxó）は、スペイン・バレンシア州カステリョン県のムニシピ（基礎自治体）。2017年の人口は31,733人。バレンシア語が話される地域にあり、バレンシア語名が公式名である。

## 地理
カステリョン県の県都カステリョン・デ・ラ・プラナの25キロメートル南南西にあり、バレンシア州の州都バレンシアの45km北北東にある。地中海から8キロメートル内陸にあり、中心部の標高は118メートルである。自治体の北西側には標高300-700メートルの山地がある。市街地のすぐ南側をベルカイレ川が流れている。ベルカイレ川はモンコファとチルチェス/シルシェスの間で地中海に注いでいる。ベルカイレ川は「涸れ川」のひとつであり、一年の大半は河床が干上がっている。
ラ・ヴァイ・ドゥショーの面積は67.10平方キロメートルである。2017年の人口は31,733人であり、カステリョン県ではカステリョン・デ・ラ・プラナ、ヴィラ＝レアル、ボリアナ/ブリアナに次いで4番目だった。2009年の国籍別の人口の内訳は、32,976人がスペイン国籍、695人が非スペイン国籍だった。夏季の最高気温は摂氏42度に達し、冬季の最低気温は摂氏3度に達する。年降水量は509.51ミリメートルである。

### 人口
| ラ・ヴァイ・ドゥイショーの人口推移 1857－201566         |
|                                                         |
| 出典:INE（スペイン国立統計局）1900年 - 1991年、1996年 - |

## スポーツ
サッカークラブとしてUDヴァイ・ドゥショーがある。1975年に設立されたUDヴァイ・ドゥショーはテルセーラ・ディビシオン（4部）とディビシオネス・レヒオナレス（バレンシア州リーグ、5部以下）を行き来しているクラブであるが、1979-80シーズンから1981-82シーズンまでの3シーズンはセグンダ・ディビシオンB（3部）に在籍していた。UDヴァイ・ドゥショーはエスタディオ・ムニシパル・ホセ・マングリニャンをホームスタジアムとしている。

## 政治
| 任期      | 首長名                                         | 政党                           |
| --------- | ---------------------------------------------- | ------------------------------ |
| 1979–1983 | Pedro Navarro Lereu Vicente Zaragoza Michavila | スペイン共産党(PCE)            |
| 1983–1987 | Vicente Zaragoza Michavila                     | スペイン共産党(PCE)            |
| 1987–1991 | Vicente Zaragoza Michavila                     | スペイン共産党(PCE)            |
| 1991–1995 | Ernest Fenollosa Ten                           | スペイン社会労働党 (PSPV-PSOE) |
| 1995–1999 | Vicent Aparici Moya                            | 国民党 (PP)                    |
| 1999–2003 | Vicent Aparici Moya                            | 国民党 (PP)                    |
| 2003–2007 | Josep Tur i Rubio                              | スペイン社会労働党 (PSPV-PSOE) |
| 2007–2011 | イサベル・ボニッグ                             | 国民党 (PP)                    |
| 2011–2015 | イサベル・ボニッグ Óscar Clavell López         | 国民党 (PP) 国民党 (PP)        |
| 2015–2019 | Tania Baños Martos                             | スペイン社会労働党 (PSPV-PSOE) |
| 2019–2023 | n/d                                            | n/d                            |
| 2023–     | n/d                                            | n/d                            |

## 姉妹都市
- ヴァランス、フランス
- フチタン・デ・サラゴサ（英語版）、メキシコ
- Hagunia（スペイン語版）、西サハラ

## 出身者
- ジョゼップ・ペイラッツ（英語版）(1908-1989) : 反体制活動家・ジャーナリスト。
- ホセ・マングリニャン（スペイン語版）(1929-2006) : サッカー選手。
- エドゥアルド・カスティージョ（スペイン語版）(1940-) : 自転車競技選手。
- ホセ・ビセンテ・アルソ（スペイン語版）(1963-) : 自転車競技選手。2008年北京パラリンピック銀メダル。
- マリア・ホセ・サルバド（スペイン語版）(1974-) : 政治家・法曹。
- アレックス・デボン(1976-) : オートバイレーサー。
- サルバドール・メリア（スペイン語版）(1977-) : 自転車競技選手。2004年世界選手権銀メダル。
- アルトゥーロ・ティソン（英語版）(1984-) : オートバイレーサー。